# Lameroo
Lameroo är en ort i Australien. Den ligger i kommunen Southern Mallee och delstaten South Australia, omkring 180 kilometer öster om delstatshuvudstaden Adelaide. Antalet invånare är 885.
Trakten runt Lameroo är nära nog obefolkad, med mindre än två invånare per kvadratkilometer.. Lameroo är det största samhället i trakten.
Trakten runt Lameroo består till största delen av jordbruksmark. Genomsnittlig årsnederbörd är 362 millimeter. Den regnigaste månaden är juni, med i genomsnitt 52 mm nederbörd, och den torraste är december, med 11 mm nederbörd.